# Ároktő
Ároktő község Borsod-Abaúj-Zemplén vármegye Mezőcsáti járásában.

## Fekvése
A Tisza mellett fekszik, Miskolctól mintegy 45 kilométerre délre. Teljes lakott területe és határának túlnyomó része a folyó jobb parti oldalán helyezkedik el, de egy bő 7 négyzetkilométernyi (nagyobbrészt természetvédelmi oltalom alá eső) területrésze a bal parti oldalon található.
A legközelebbi szomszédos települések Tiszacsege 8 és Tiszadorogma 9 kilométerre; a legközelebbi város a 10 kilométerre fekvő Mezőcsát. A közvetlenül határos települések: északkelet felől Tiszakeszi, kelet felől Újszentmargita, délkelet felől Tiszacsege, délnyugat felől Tiszadorogma, nyugat felől Mezőnagymihály, északnyugat felől pedig Mezőcsát.

### Megközelítése
A tiszai vízitúra-útvonalakat leszámítva csak közúton érhető el: Mezőkövesd-Borsodivánka felől a 3302-es, Mezőcsát és Tiszacsege felől [utóbbi esetben a Tiszát komppal átszelve] a 3307-es úton.
Közösségi közlekedéssel megközelíthető Mezőkövesd és Mezőcsát felől is, a Volánbusz 4010-es buszjáratával.

## Története
A terület már az őskorban is lakott volt. Feltehetőleg errefelé húzódott a Csörsz árka nevű szarmata sáncrendszer.
A település első fennmaradt írásos említése 1067-ből való (Aruk). A középkorban hol a cserépvári, hol a tokaji uradalom része volt. A török uralom idején súlyos csapások érték a falut, többek között sáskajárás is. A következő századok is sok megpróbáltatást hoztak: a kuruc korban a rácok, az 1848-49-es szabadságharc során az oroszok fosztották ki, 1869-ben pedig a falu nagy része leégett. A falu 1896-ban is leégett.
A falu lakossága nagyrészt mezőgazdasággal foglalkozik.

## Közélete

### Polgármesterei
- 1990–1994: Dr. Ihászy Ernőné (független)[4]
- 1994–1998: Dr. Ihászy Ernőné (független)[5]
- 1998–2002: Varga István Pál (független)[6]
- 2002–2006: Varga István Pál (független)[7]
- 2006–2010: Vargáné Kerékgyártó Ildikó Anna (MSZP)[8]
- 2010–2014: Vargáné Kerékgyártó Ildikó Anna (független)[9]
- 2014–2019: Vargáné Kerékgyártó Ildikó Anna (független)[10]
- 2019–2024: Szabóné Csizmadia Judit (független)[11]
- 2024– : Szabóné Csizmadia Judit (független)[1]

## Népesség
A település népességének alakulása:
| Lakosok száma | 1122 | 1121 | 1116 | 1039 | 1048 | 1056 | 1017 |
|               | 2013 | 2014 | 2015 | 2021 | 2022 | 2023 | 2024 |

2001-ben a település lakosságának 89%-a magyar, 11%-a cigány volt.
A 2011-es népszámlálás során a lakosok 86,9%-a magyarnak, 26,4% cigánynak, 0,4% németnek, 0,2% szlováknak mondta magát (12,3% nem válaszolt; a kettős identitások miatt a végösszeg nagyobb lehet 100%-nál). A vallási megoszlás a következő volt: római katolikus 50,3%, református 20,7%, görögkatolikus 1,4%, felekezet nélküli 5,1% (21,9% nem válaszolt).
2022-ben a lakosság 86,9%-a vallotta magát magyarnak, 18,6% cigánynak, 0,2% románnak, 0,1% németnek, 0,1% örménynek, 0,2% egyéb, nem hazai nemzetiségűnek (13% nem nyilatkozott; a kettős identitások miatt a végösszeg nagyobb lehet 100%-nál). Vallásuk szerint 36,1% volt római katolikus, 15,9% református, 0,5% görög katolikus, 0,7% egyéb keresztény, 0,1% evangélikus, 5,3% felekezeten kívüli (40,9% nem válaszolt).

## Nevezetességei
- Római katolikus templom
- Az 1994-ben megnyílt Tájház
- Tiszai holtág, horgászhely